# Palais des congrès de Montréal
Pour les articles homonymes, voir Palais des congrès.
 (juin 2025).
Le Palais des congrès de Montréal, situé dans l'arrondissement Ville-Marie, à Montréal, est un centre de congrès et d'expositions emblématique du Québec. Construit en 1983 puis agrandi en 2002, il accueille chaque année près de 300 événements, allant des expositions publiques aux congrès internationaux à fort impact économique et social. Le Palais joue un rôle clé dans le rayonnement international de Montréal et contribue significativement à l’essor économique de la métropole et du Québec en générant annuellement plusieurs centaines de millions de dollars en retombées économiques.
Le Palais des congrès de Montréal contribue à l'avancement du savoir et génère un legs social et intellectuel durable. Chaque année, il reçoit des congrès et des événements internationaux dans des domaines cruciaux comme l’aérospatial, les sciences de la vie, l’intelligence artificielle ou la cybersécurité, réunissant des experts et chercheurs du monde entier. Ces rencontres favorisent l’échange d’idées, les avancées scientifiques et la collaboration internationale.
Le Palais est régulièrement le théâtre d’événements d’envergure (Conférence internationale sur le Sida en 1989 et 2022, Conférence des Nations Unies sur les changements climatiques [la COP11 en 2005] et sur la biodiversité [la COP15 en 2022], Sommet One Young World en 2024, etc.) et de grandes conférences de personnalités influentes (le Dalaï-Lama en 1993, Barack Obama et l’Aga Khan qui réunissent respectivement 8000 et 11 700 visiteurs en 2017, Michelle Obama attire plus de 10 000 personnes en 2018, le prix Nobel de la paix Dr Denis Mukwege en 2024, etc.).
Grâce à son architecture unique, le Palais figure au palmarès des « 1001 merveilles de l’architecture qu’il faut avoir vues dans sa vie » depuis 2007.

## Emplacement
Le Palais des congrès de Montréal est situé au-dessus de l'autoroute Ville-Marie, artère souterraine principale du centre-ville de Montréal. Avec ses sept étages et 113 espaces polyvalents — dont l’une des plus vastes salles d’exposition sans colonne au Canada —, il dispose d'une superficie de 47 265 m² (508 756 pi2) d’espace de location, incluant des salles de réunion, des espaces de réception et d'exposition, ainsi que des bureaux et des terrasses.
Idéalement situé, le Palais fait le lien entre plusieurs quartiers emblématiques de Montréal : le Quartier international de Montréal, le Vieux-Montréal, le Quartier chinois de Montréal, le Quartier des affaires, le Quartier des spectacles et le Quartier de la santé. Son emplacement stratégique en fait un véritable carrefour au cœur de la ville, facilitant l’accès aux entreprises, aux visiteurs et aux résidents.
Le Palais est intégré au réseau de transport métropolitain, offrant un accès intérieur direct au métro Place-d'Armes. Il fait également partie du réseau piétonnier souterrain de Montréal (RÉSO), surnommé "la ville souterraine", un vaste réseau piétonnier de plus de 32 kilomètres de tunnels reliant divers bâtiments du centre-ville de Montréal.
Le Palais possède également sa propre galerie commerciale, avec restaurants, boutiques, cafés et différents services au public.

## Histoire
Le Palais des congrès de Montréal est inauguré le 27 mai 1983, après six ans de travaux sous la direction de l'architecte canadien Victor Prus.
En 1985, le Club des Ambassadeurs du Palais voit le jour. Il regroupe plus de 350 professionnels influents qui, parallèlement à leurs activités habituelles, ont attiré un ou des événements d’envergure à Montréal et au Palais des congrès.
De 1999 à 2002, un projet d'agrandissement est réalisé sous la responsabilité de Mario Saia, membre de l’équipe d’architectes composée des firmes Tétreault, Parent, Languedoc et associés, Saia et Barbarese Architectes ainsi que Dupuis, Dubuc et associés (Ædifica). Il comprenait des vitrines colorées par Hal Ingberg.
Des immeubles historiques, comme l'édifice Roger and King, ont été intégrés à la nouvelle construction selon les pratiques architecturales du façadisme.
En 2020, à la suite de la fermeture du hall d'exposition de la Place Bonaventure à Montréal, le Palais des congrès de Montréal est devenu le nouveau lieu de référence pour de nombreux salons publics, tels que le Salon du livre de Montréal, le Salon des métiers d'art du Québec, et Expo Entrepreneurs.
Durant la pandémie de COVID-19, le Palais des congrès a hébergé un important centre de vaccination jusqu’en février 2022. Quelque 440 000 vaccinations y ont été effectuées en un an.  
En 2022, le Palais organise, en seulement quelques mois, la seconde partie de la Conférence de Montréal de 2022 sur la biodiversité (COP 15), au terme de laquelle sera signé un accord historique pour la préservation de la biodiversité : l’accord de Kunming-Montréal.

## Arts, culture et architecture

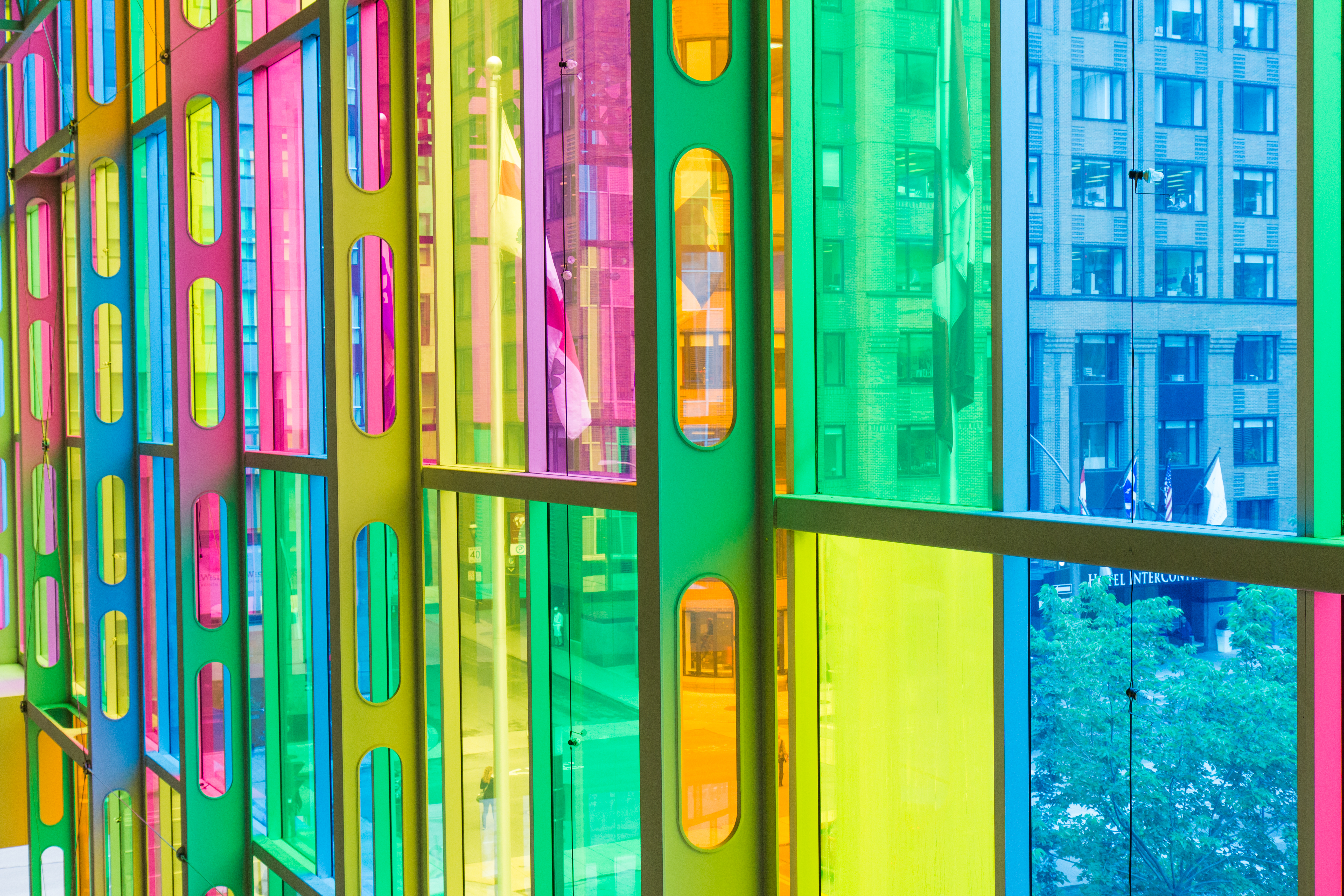
Verrière colorée du Palais des congrès de Montréal, installée sous la direction de Mario Saia en 2002.

La verrière du Palais des congrès, installée sous la direction de l'architecte Mario Saia et inaugurée en 2002, est l'un des plus grands vitraux figuratifs contemporains en Amérique. Composée de 390 panneaux de verre coloré et transparent, elle est considérée comme une icône de l'architecture montréalaise. Dès la première année de son installation, Saia notait l'engouement des photographes pour le bâtiment. Dans une entrevue accordée au journal quotidien Le Devoir en 2002, Saia affirme : « On a voulu rendre le Palais plus chaleureux, plus humain, et le plus montréalais possible. Qu'il soit festif pour rendre compte de l'exubérance d'ici pour qu'on se souvienne que ça bouge à Montréal. C'est bien beau de créer, mais c'est important de faire vivre l'architecture et ce sont les gens qui vont animer le tout ». En 2007, la verrière colorée du Palais apparaît dans le palmarès des « 1001 merveilles de l’architecture qu’il faut avoir vues dans sa vie ».
Une seconde œuvre est intégrée à cette façade multicolore : Translucide, de Jean-François Cantin, Victor Pilon et Michel Lemieux. Cette verrière bleue illustre la vocation de passage et de rencontre du Palais. 
Le Palais des congrès de Montréal est reconnu pour l'intégration d'œuvres d'art dans son édifice, signées par des artistes québécois de renom. Parmi elles, l'installation surréaliste Nature légère de l'architecte paysager québécois Claude Cormier, un ensemble de 52 troncs d'arbres en béton peints en rose, inspirés par les rangées d'arbres centenaires qui bordaient auparavant les riches avenues de Montréal. Claude Cormier est également à l’origine de l’aménagement de l’Esplanade du Palais, un jardin urbain qui abrite des pommetiers décoratifs.

Le Palais abrite aussi l’œuvre Sans titre d'Armand Vaillancourt, qui constituait à l'origine un jeu de portes en bois dans l'une des salles du Palais. En 2023, elle a été restaurée par l’artiste lui-même, et installée dans le hall Viger du Palais des congrès.

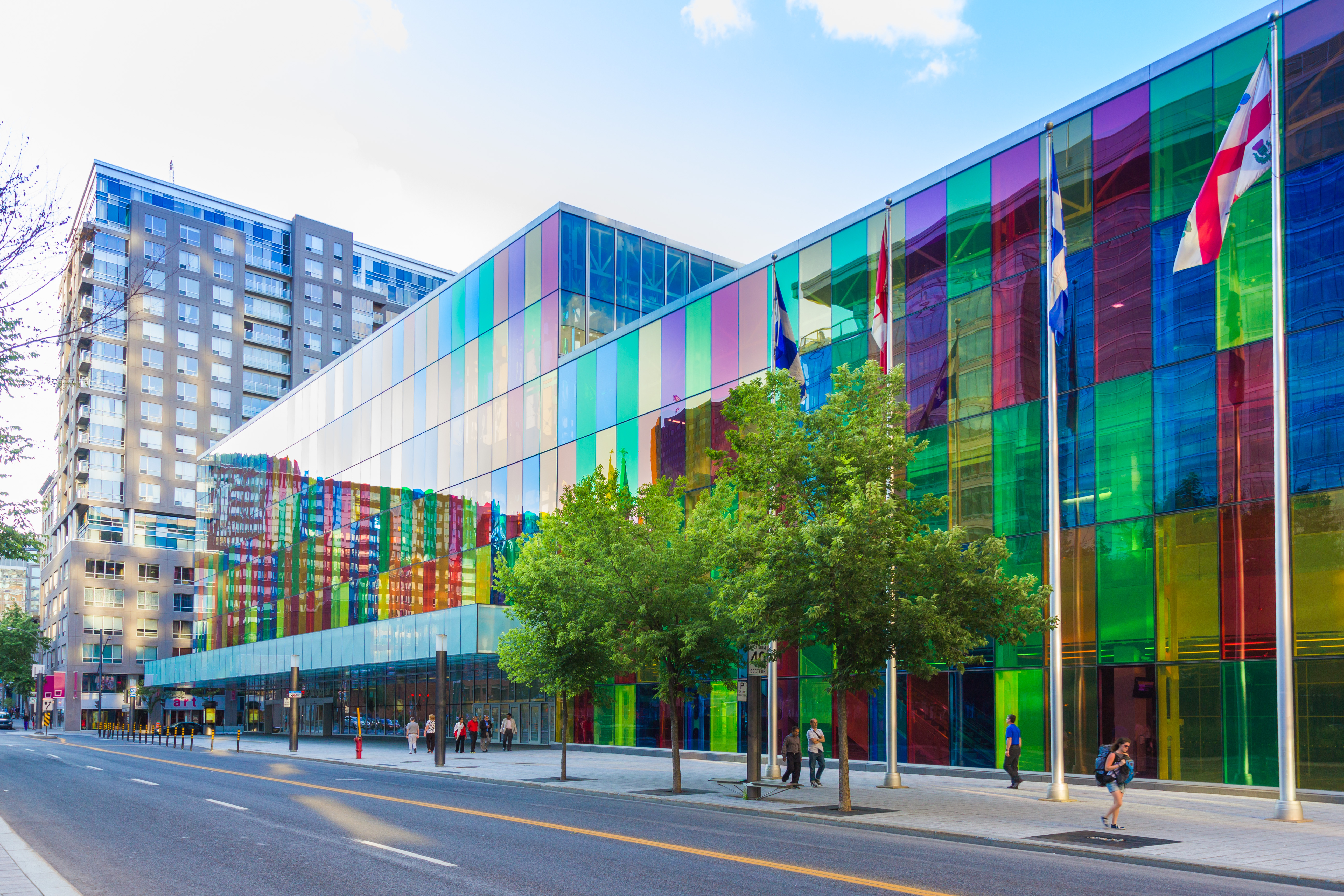
Le Palais des congrès de Montréal et sa façade colorée.

Le Palais des congrès établit régulièrement des partenariats avec divers organismes artistiques montréalais, tels que le festival Art Souterrain, le Quartier des spectacles, la Nuit blanche de Montréal (organisée dans le cadre du festival Montréal en lumière) ou encore le Cercle des artistes peintres et sculpteurs du Québec. En 2021, durant la pandémie de COVID-19, le Palais a participé à l'initiative "Créer des ponts", un projet lancé par Art Souterrain et soutenue par la Ville de Montréal. Ce projet visait à renforcer les liens entre le monde de l'art et du commerce en encourageant des propriétaires immobiliers du centre-ville de Montréal à ouvrir leurs locaux vacants à des artistes québécois émergents pendant trois mois.

## Développement durable
Le Palais des congrès de Montréal est engagé dans une démarche de développement durable. Il met en place des initiatives concrètes pour réduire son impact environnemental et celles de ses clients, de ses partenaires et de ses visiteurs, en intégrant la durabilité au cœur de son modèle d’affaires, de son action communautaire et de son image de marque institutionnelle.
Carboneutralité et gestion des GES
En 2019, le Palais devient l'un des premiers centres de congrès dans les Amériques dont l’immeuble est carboneutre, notamment grâce à la compensation des émissions de gaz à effet de serre (GES) liées aux dépenses énergétiques de l’immeuble en contribuant à l’aménagement et à la plantation d’arbres sur quatre hectares de la Forêt Montmorency de l’Université Laval, la plus grande forêt d’enseignement et de recherche universitaire au monde.  
Toit vert : un projet novateur depuis 2011

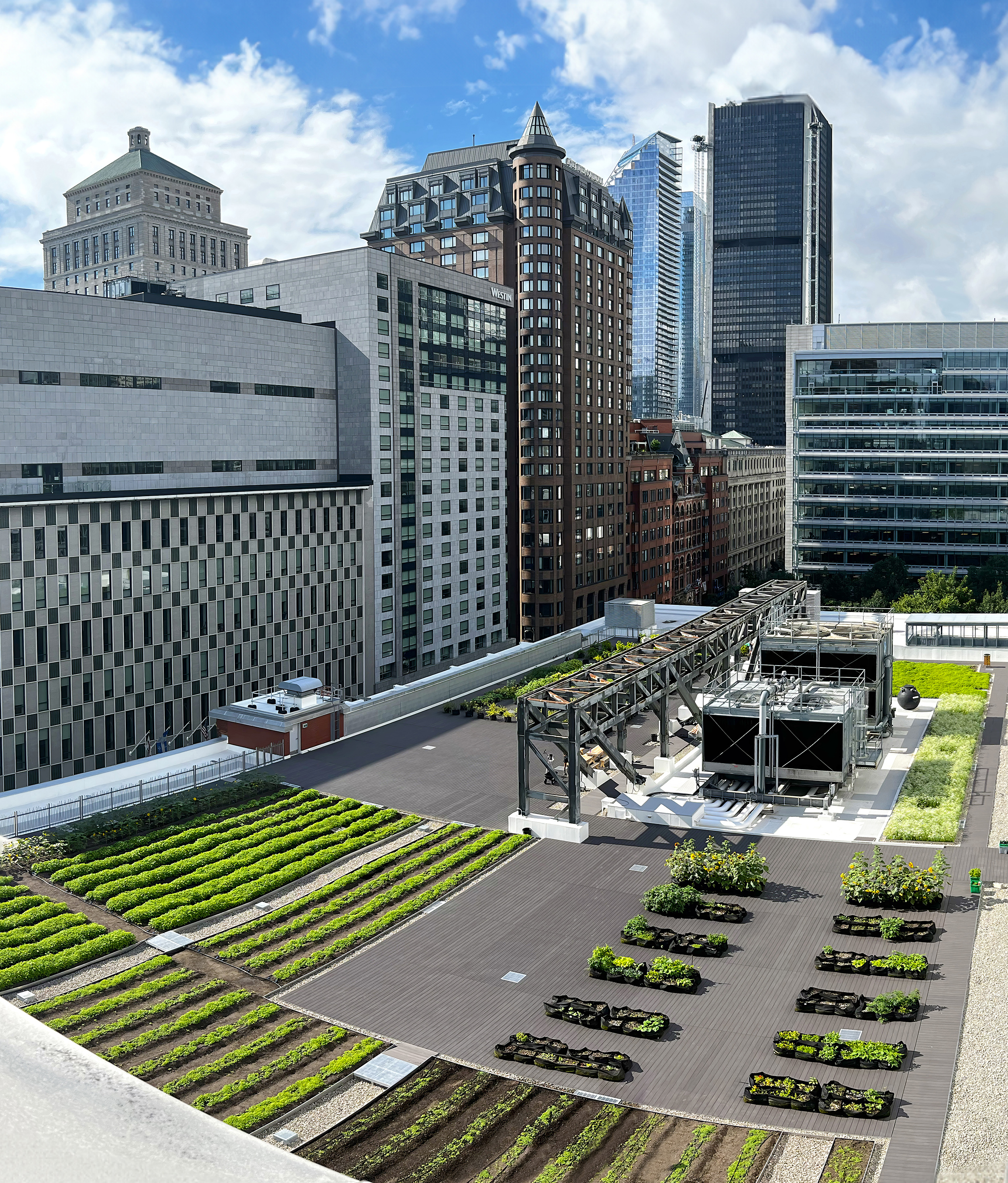
Le toit vert du Palais des congrès de Montréal, installé depuis 2011 et agrandi en 2023 pour atteindre une superficie de 35 000 pieds carrés (3 250 mètres carrés)

Le toit vert du Palais des congrès de Montréal est aménagé durant l’été 2011 pour accueillir un projet de ferme urbaine. À partir de 2016, il devient l’une des plus importantes vitrines d’expérimentation et de promotion de l’agriculture urbaine au Québec grâce aux projets novateurs menés par l’équipe du Laboratoire sur l’agriculture urbaine (AU/LAB), qui gère depuis lors les projets du toit vert. Cette collaboration permet de tester et développer de nouvelles technologies agricoles.  
En 2017, le Palais devient le deuxième site au monde à accueillir un vignoble urbain sur son toit, en partenariat avec l’organisme Vignes en ville,,.
En 2023, après un an de travaux, le Palais des congrès de Montréal annonce la réouverture de son toit vert avec une expansion majeure de ses installations dédiées à l’agriculture urbaine et à la recherche. Avec une superficie de 35 000 pieds carrés (3 250 mètres carrés), cette initiative reflète l’engagement continu du Palais à promouvoir des pratiques durables et à contribuer au verdissement de Montréal.

## OASIS immersion

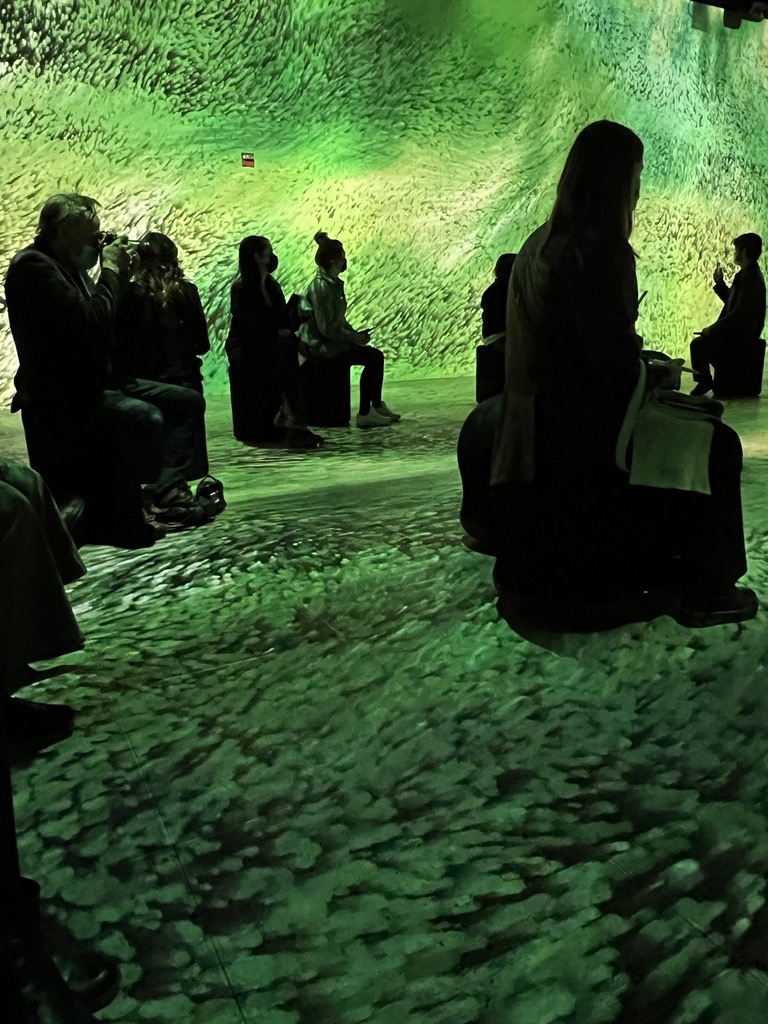
Exposition d'art immersif signée OASIS immersion au Palais des congrès de Montréal.

En décembre 2020, le Palais des congrès de Montréal conclut un partenariat avec OASIS immersion, un projet d'art multimédia immersif fondé par les entrepreneurs québécois Denys Lavigne et Nicolas Lassonde. Ce partenariat a permis au Palais des congrès de devenir le premier centre de congrès au monde à intégrer des espaces immersifs permanents dans ses installations. 
OASIS immersion est reconnu comme le plus grand parcours immersif intérieur au Canada. Les expositions proposées sont accessibles au public et combinent des éléments visuels, sonores et interactifs pour offrir une expérience multisensorielle unique. L’espace est également disponible à la location pour des événements privés.
La première exposition d'OASIS immersion, Intitulée Inspiration, a été inaugurée en 2021. Elle proposait aux visiteurs une expérience immersive inspirées des parcours de personnalités québécoises telles que l'astronaute David Saint-Jacques, la pianiste Alexandra Stréliski et le réalisateur Émile Roy.
Lors de la COP15 en décembre 2022, OASIS immersion et National Geographic, en collaboration avec Campaign for Nature, offrent aux participants l'occasion de s'immerger en pleine nature avec l’expérience immersive « One World, One Chance ». Conçue par l’équipe d’OASIS immersion en collaboration avec différents artistes numériques, cette installation multimédia présente des images captivantes d'écosystèmes, d'animaux et de populations interagissant avec le monde naturel. 